# Бугат (сомон, Булган)
Бугат (монг. Бугат) — сомон аймаку Булган, Монголія. Територія 3,1 тис. км², населення 2,3 тис.. Адміністративний центр — селище Бугат знаходиться на відстані 45 км від Булгану та 360 від Улан-Батора. Є школа, лікарня, культурний та торговельно-обслуговуючий центри.

## Рельєф
Хребет Бурен (до 2100 м), гори Бугат, Гуен, долини приток річки Селенги.

## Клімат
Різкоконтинентальний клімат. Середня температура січня -21 градус, липня +18 градусів. Протягом року в середньому випадає 400 мм опадів.

## Корисні копалини
Є родовища кам'яного вугілля, міді, молібдену.

## Тваринний світ
Водяться козулі, олені, рисі, лисиці, зайці. Багато водоплавних птахів та риби.